# Mauro de León
Mauro de Leòn (29 de noviembre de 1870 - Ciudad de Guatemala, 17 de diciembre de 1930) fue un militar guatemalteco. Fue miembro del Estado Mayor del presidente Manuel Estrada Cabrera, a quien protegió tras el Atentado de Los Cadetes el 20 de abril de 1908, y posteriormente fue ministro de la Guerra y primer designado a la presidencia durante el gobierno del general Lázaro Chacón González (1926-1930). Tras la repentina enfermedad que imposibilitó a Chacón en diciembre de 1930, fue despojado de la designación por el segundo designado, el licenciado Baudilio Palma, quien gobernó del 13 al 17 de diciembre de 1930, fecha en que fue depuesto y asesinado durante un golpe de Estado liderado por el general Manuel María Orellana Contreras. Durante el breve combate que se dio esa noche también murió el general de León.

## Reseña biográfica

### Atentado de Los Cadetes contra Estrada Cabrera

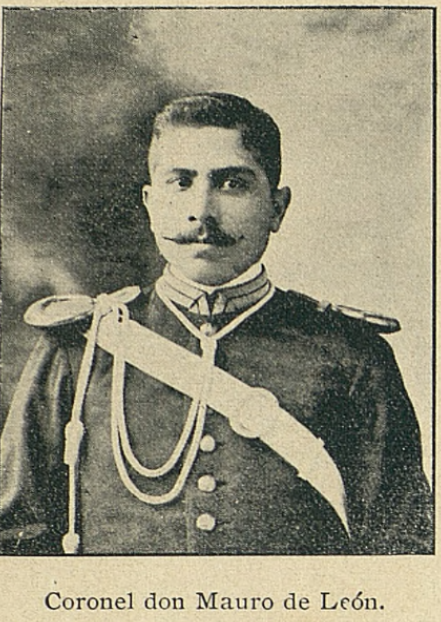
Coronel Mauro de León en 1908, cuando era parte del Estado Mayor del Presidente Manuel Estrada Cabrera.

Para 1908, la iglesia de Santo Domingo había cambiado el recorrido de su solemne de Viernes Santo para pasar frente a la Casa Presidencial, situada en la 7.ª avenida sur de la Ciudad de Guatemala. Esta circunstancia fue tenida en cuenta por varios cadetes y oficiales de la Escuela Politécnica, quienes advirtieron que el capirote del traje de cucurucho —que cubría el rostro de los penitentes— era ideal para esconder a posibles conspiradores. Los cadetes concibieron un plan sencillo: aprovechando que la procesión iba a pasar frente a la casa del presidente, irían disfrazados de cucuruchos, invadirían la casa presidencial y apresarían a Estrada Cabrera. Pero para el Miércoles Santo de ese año los conjurados estaban presos: dos de ellos, durante una borrachera en una fonda, habían hablado de más y terminado en la cárcel. Estrada Cabrera, una vez que supo de la conjura, puso palizadas frente a su casa, prohibió que la procesión pasara enfrente y prohibió el uso de los capirotes en el traje de cucurucho.
El 20 de abril de 1908, durante la recepción oficial del nuevo ministro plenipotenciario de Estados Unidos Guillermo Heimke en el Palacio de Gobierno, el cadete de la Escuela Politécnica Víctor Manuel Vega, en venganza por la prisión y las torturas de sus jefes y amigos, le disparó a Estrada Cabrera a quemarropa, pero el proyectil solo hirió a éste en el dedo meñique.  El Estado Mayor del presidente, al que pertenecía el entonces coronel Mauro de León junto con el general José María Orellana, se hizo cargo de la situación rápidamente.
Enfurecido, y a modo de escarmiento popular, Estrada Cabrera ordenó fusilar a prácticamente toda la compañía de cadetes a la cual pertenecía Vega, excepto a dos integrantes, Rogelio Girón y Manuel Hurtarte, quienes fueron llevados a la penitenciaría central sin darles razón alguna. En cuanto al cadete Vega, éste había muerto en el lugar donde intentó perpetrar el magnicidio, cayendo a los pies de Estrada Cabrera al ser alcanzado por las balas de los guardias de éste. El presidente ordenó que la escuela militar fuera disuelta, el edificio demolido y que se regara sal sobre los cimientos. Numerosos militares fueron encarcelados, incluyendo algunos generales allegados al presidente.

### Renuncia del general Chacón

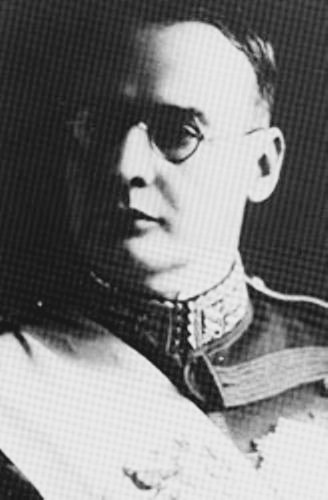
General Lázaro Chacón.

El licenciado Baudilio Palma se desempeñaba como Secretario de Hacienda y Segundo Designado a la Presidencia del presidente general Lázaro Chacón González. cuando éste sufrió un derrame cerebral que ya no le permitió seguir al frentr del gobierno. Entonces Palma, en acuerdo con todo el gabinete, fue designado para desempeñar las funciones de presidente de forma interina, a pesar de ser el segundo designado, pasando por alto al general De León.
El 13 de diciembre de 1930 el nombramiento de Palma fue aprobado por la Asamblea Nacional Legislativa. Las comunicaciones al pueblo de Guatemala fueron las siguientes:
| EL LICENCIADO BAUDILIO PALMA ASUME LA PRESIDENCIA DE LA REPUBLICA El texto de los decretos redactados Reconocimiento BAUDILIO PALMA, Segundo Designado a la Presidencia de la República, Por cuanto: encontrándose inhabilitado en lo absoluto para el ejercicio de la Presidencia de la República el señor General don Lázaro Chacón, conforme dictamente facultativo que consta en acta fecha 11 del corriente, suscrita por los médicos que le asisten, doctores don Ernesto Alarcón, don Mario J. Wunderlich, don Carlos Federico Mora, don Lizardo Estrada y don Máximo Santa Cruz, Por tanto: en cumplimiento del artículo 69 de la Constitución, en defecto del Primer Designado, y por decreto de esta misma fecha dictada por el Consejo de Ministros, Decreta: 1o.- Asumir el cargo de Presidente de la República; 2o. Dar inmediata cuenta con este decreto a la Asamblea Legislativa. Casa del Gobierno, Guatemala, a los doce días del mes de diciembre de mil novecientos treinta. (f) B. Palma El Secretario de Estado en el Despacho de Gobernación y Justicia. (f) F. Castillo Monterroso. — Tomado de: Nuestro Diario, Periódico de Guatemala, 13 de diciembre de 1930. |

| INFORME DE AUTORIDADES DE MEDICINA Más detalles El general Chacón padecía de algún tiempo atrás constances ataques de tensión alta en las arterias; la solicitud de sus familiares y la intervención médica, había prolongado el golpe que, desgraciadamente, se manifestó antenoche, en condiciones penosas. Un derrame cerebal ha colocado al presidente electo, en imposibilidad de continuar el ejercicio de sus delicadas funciones. Esta mañana hubo una reunión de ministros, en la casa particular del general Chacón y, en vista de la gravedad de la salud del presdiente, se resolvió llamar al licenciado don Baudilio Palma segundo Designado y con funciones de primero, por haber renunciado dicho cargo el general don Mauro de León, actual Ministro de la Guerra. Presente el licenciado Palma, fue reconocido como Designado en ejercicio, ante los siete secretarios de Estado y citados los jefes de los cuerpos, fue dado a reconocer el nuevo funcionario, por el ministro de la Guerra, general Mauro de León. A estos actos, estuvo presente el Director General de la Policía, coronel Herlindo Solórzano. Inmediatamente se hizo saber a toda la república, el reconocimiento que se hiciera del licenciado Palma. BAUDILIO PALMA, Segundo Designado en el Ejercicio De la Presidencia de la República, al Pueblo de Guatemala. CONCIUDADANOS: El Consejo de Ministros de la República, en cumplimiento de un mandato constitucional, acaba de llamarme para el desempeño del cargo de Presidente de Guatemala, en mi carácter de Segundo Designado, en defecto del Primero y mientras dure la imposibilidad del señor General don Lázaro Chacón para servir su alto puesto. Tal medida obedece a la repentina gravedad del Primer Magistrado de la Nación y trae consigo acontecimientos que debe conocer el país para la mejor inteligencia del trascendental ejercicio político y administrativo de Guatemala. Al asumir tan alto y delicado cargo, que sólo acepto en su carácter transitorio, pero con la disposición de mantener en su justo campo los derechos de todos los ciudadanos y la dignidad de la Patria, es indispensable y urgente fijar desde ahora el carácter y límites de mi gestión gubernativa, en todo aspecto semejante a la que ha venido desarrollando nuestro benévolo y activo Presidente, el General Chacón, de quien la conciencia nacional es deudora por su espíritu conciliador y su respeto a las leyes y los principios. Se y conozco que los acontecimientos que me llevan a tan difícil cargo pueden alterar el normal y paciente desarrollo de los diversos problemas que penden de solución para beneficio del pueblo guatemalteco, si la opinión nacional no es informada explícitamente sobre los fines de mi gobierno interino; y con el objeto de encauzar debidamente esa opinión, a fin de que no se caiga en apasionamientos y en personalismos nocivos, expreso mis convicciones de servidor de la Patria con la serenidad y precisión que las circunstancias requieren y mi conducta demanda. Nuestro país exige, ante todo, una absoluta consagración y apego a la ley para salir airoso de sus compromisos interiores y lograr sus altos designios como entidad económica y social, y para ello es necesario que todas las fuerzas vivas del mismo, las inteligencias y los corazones, estén dispuestos a sacrificar los menudos puntos de vista de los criterios aislados en bien de la colectividad entera. El país ha experimentado en el decurso de estos últimos años, un cambio notable por lo que respecta al ejercicio de la libertad ciudadana, y todos debemos conducirnos de manera que el uso de la libertad sea consuetudinario e inalterable. Por consiguiente, urge que la Nación toda aporte su colaboración más espontánea y sus mejores devociones para que aquel derecho de desarrollo individual no sufra mengua en el país y para que la obra de reconstrucción comenzada por el Presidente Chacón siga su curso sin obstáculo de ninguna especie. Quiero creer que en vista de las circunstancias actuales, si no por homenaje a la persona encargada de la Primera Magistratura, por respeto a la Nación misma, todos los elementos de trabajo y de experiencia concurrirán a fortalecer la vida administrativa del Estado; y aprovechando la oportunidad que me ofrece tan elevado servicio, protesto al país mi desinterés en la causa administrativa que asumo,, mi compromiso solemne de mantener el orden social a toda costa -para lo cual cuento con el concurso del Ejército que así me lo ha expresado por medio de sus Jefes- y mi permanencia en el Poder mientras prevalezcan las circunstancias que me han elevado a él y hago votos fervorosos porque la colaboración pública sea la que en realidad haga gobierno y patria. Guatemala, 12 de diciembre de 1930. Baudilio Palma — Tomado de: Nuestro Diario, Periódico de Guatemala, 13 de diciembre de 1930. |

### Golpe de Estado de los Partidos Liberales

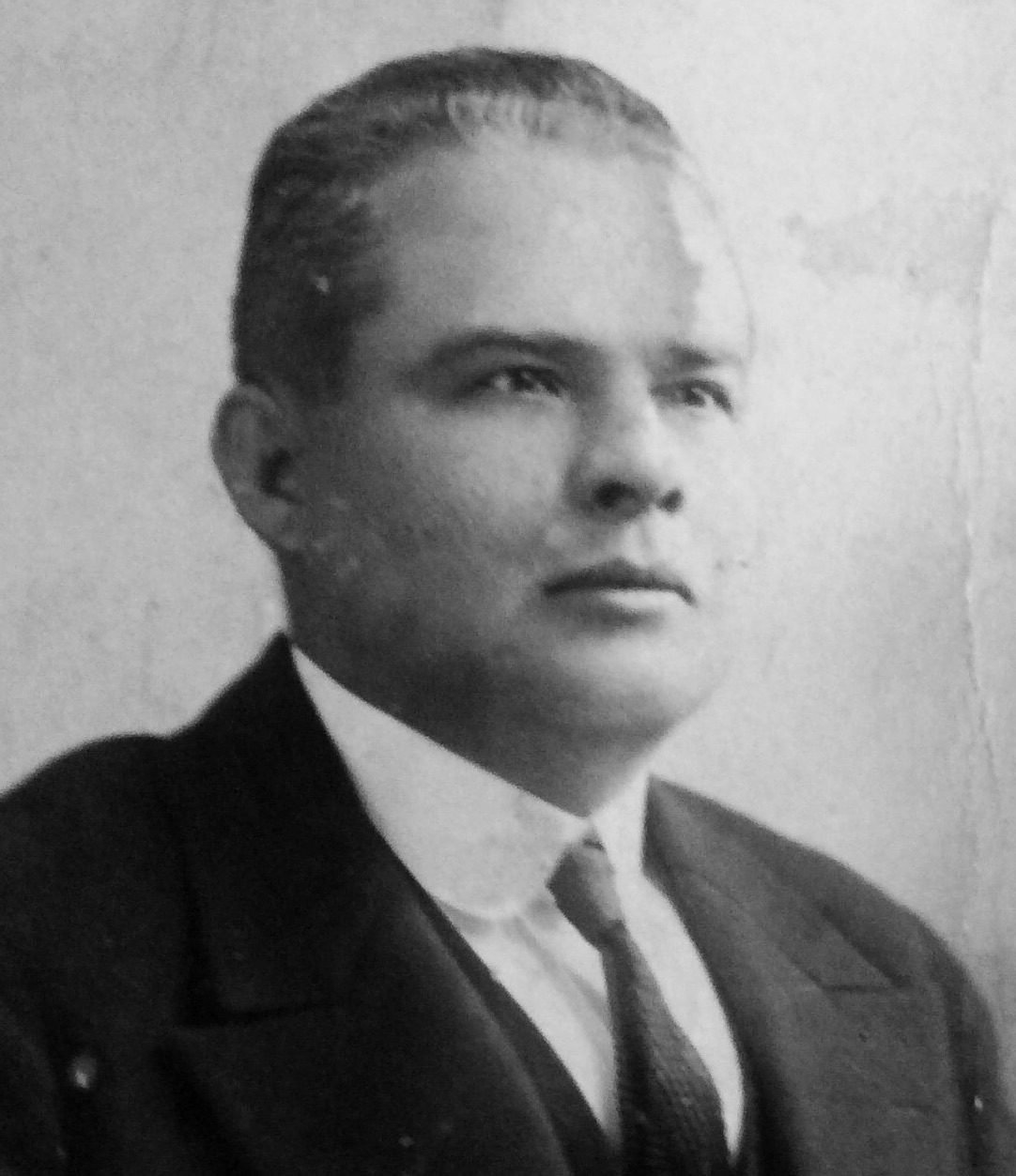
Licenciado Baudilio Palma.

El 16 de diciembre de 1930 el presidente estadounidense Herbert C. Hoover a través de un telegrama aceptó la presidencia de Palma; pero el 17 de diciembre de 1930, unos pocos soldados y miembros del Partido Progresista, liderados por Manuel María Orellana Contreras, irrumpieron en el despacho de Palma y le exigieron su renuncia por escrito, argumentando que el general de León era el auténtico designado a la presidencia. Tras la lucha que se desencadenó, Palma presentó su renuncia y fue detenido.
A los dos días se publicó la noticia en los periódicos, que indicaban que los Partidos Liberales de Guatemala no estaban de acuerdo con el nombramiento de Palma, argumentando que era el general De León el primer designado a la Presidencia y que esto no fue respetado por quienes nombraron a Palma encargado de la Presidencia.
Durante la escaramuza en el Palacio de Gobierno, murió el general Mauro de León; por su parte, el gobierno de Orellana, no fue reconocido por Estados Unidos.
El Parlamento designó entonces al primer, segundo y tercer suplente de Manuel María Contreras Orellana; siendo el primero José María Reina Andrade.